# Жилой комплекс в районе железнодорожного вокзала (Новосибирск)

Жилой комплекс в районе железнодорожного вокзала — комплекс зданий, расположенный в Железнодорожном районе Новосибирска. Построен преимущественно в 1928—1933 годы. Архитекторы — Б. А. Гордеев, С. П. Тургенев, И. П. Воронов. Памятник архитектуры регионального значения.

## Описание
Жилой комплекс в районе вокзала Новосибирск-Главный — первый проект дома-коммуны, который был реализован в Новосибирске.
Два 4-этажных зеркально расположенных здания Г-образной формы выходят на красную линию застройки улицы Челюскинцев, боковыми фасадами ориентированы на улицы Омскую и Ленина. Фасады лишены декора, оштукатурены и окрашены.
На красные линии застройки улиц Омской и Ленина выходят ещё два жилых дома. Здание по улице Ленина № 90 решено в том же стиле, что и дома по улице Ленина № 88 и Омской № 87. Все четыре здания образуют периметрально застроенный и вытянутый вглубь от улицы Челюскинцев квартал.
На внутриквартальной территории этих зданий был разбит большой по площади сад. В жилых домах размещалась прачечная.
Рядом с жилыми домами комплекса в 1929—1930 гг. была возведена фабрика-кухня (Челюскинцев № 9).
Здание по улице Омской № 89 было построено в 1938 году, в его декоре прослеживаются черты неоклассики.

## Галерея

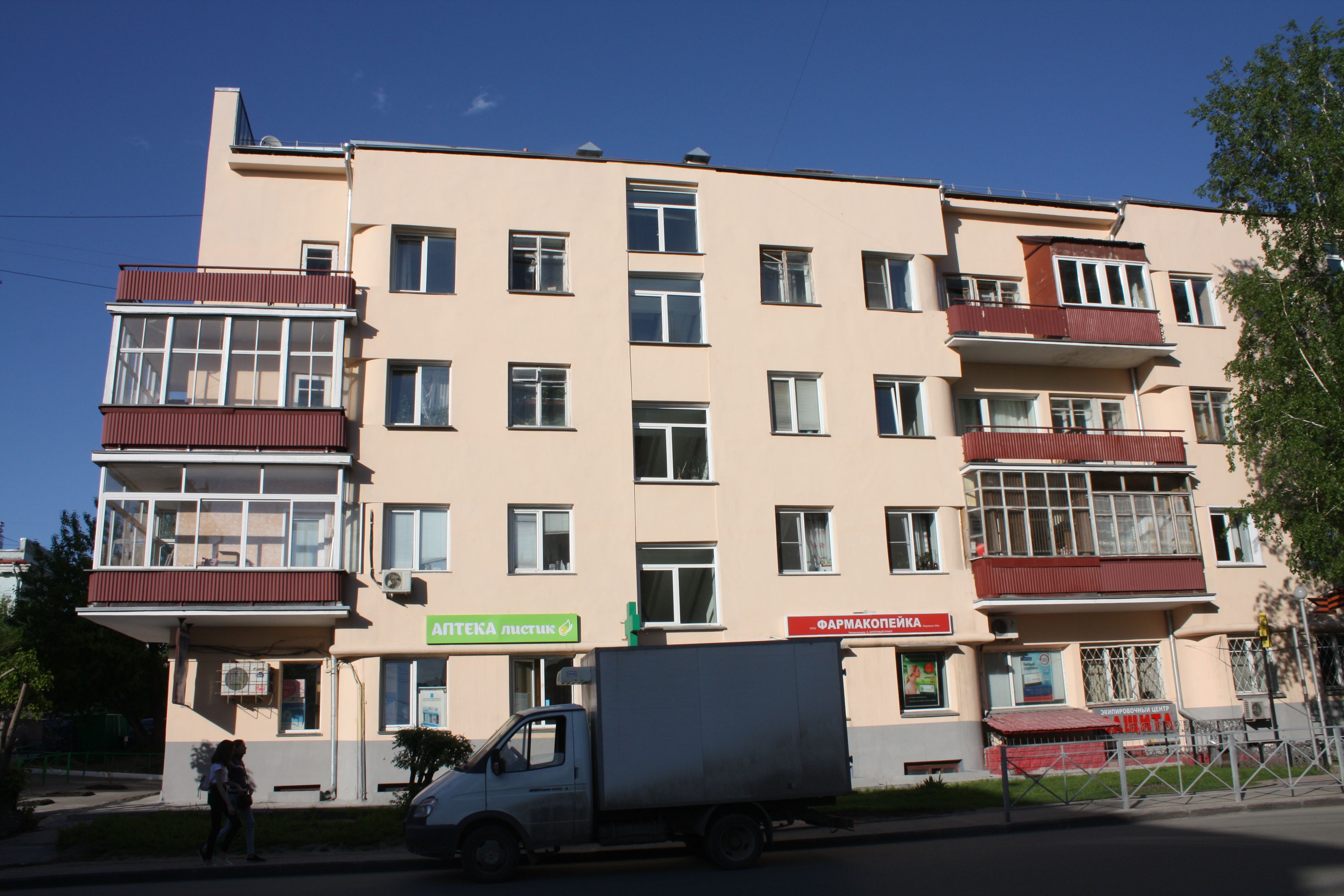
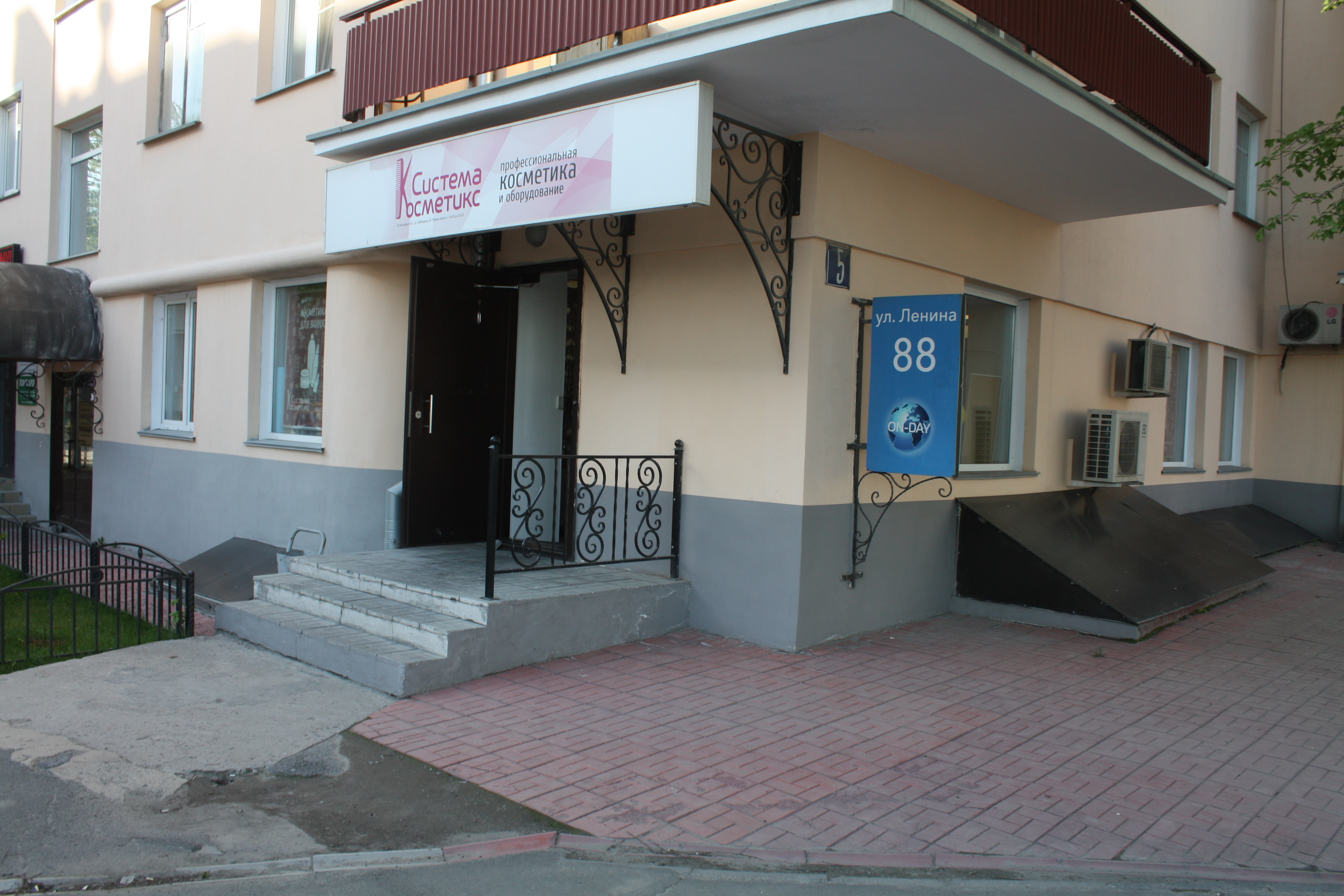
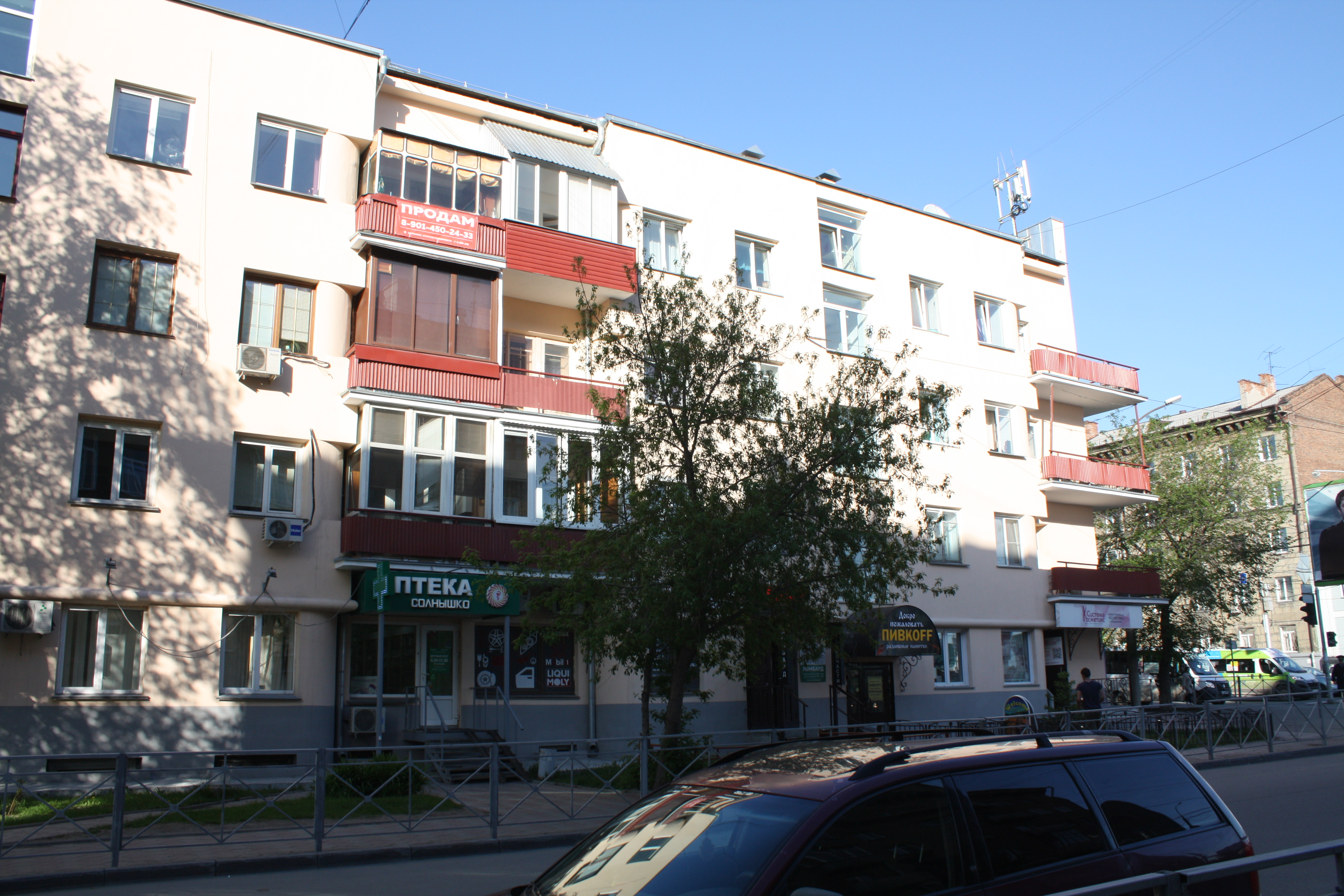
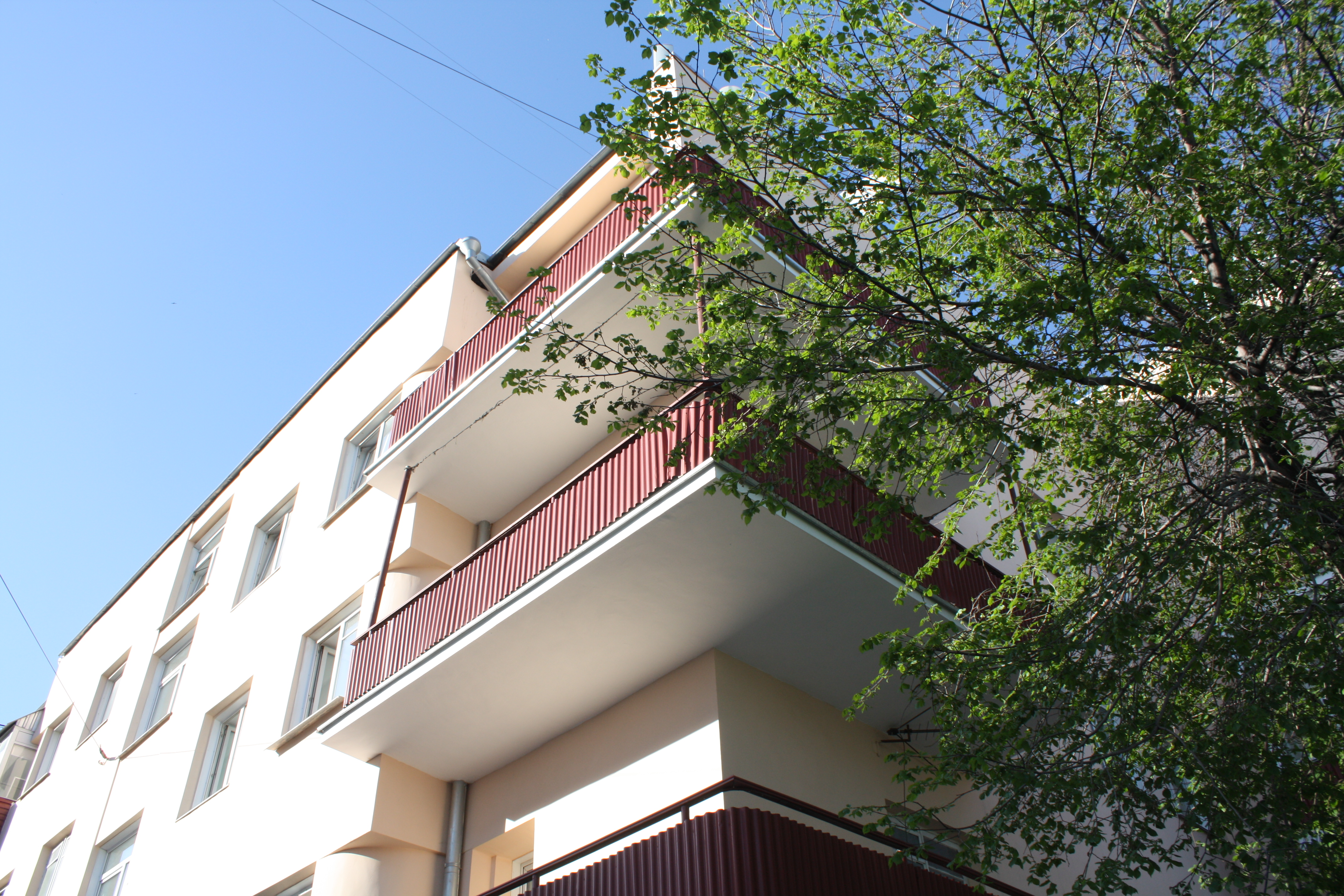